# Библиотека Франклина
Библиотека Франклина —  публичная библиотека в  Сан-Хуане. Библиотека  предоставляет широкий выбор библиографических материалов и других документов, поэтому она пользуется популярностью.
Библиотека  была основана 17 июня 1866 года по инициативе аргентинского военного деятеля Доминго Фаустино Сармьенто, что делает её старейшей  библиотекой в Южной Америке.
Она расположена на улице Calle Laprida 63 (восток), город Сан-Хуан, Аргентина.

## История
Библиотека была основана 17 июня 1866 года по просьбе Доминго Фаустино Сармьенто.
Юридический статус библиотеки был предоставлен в 1899 году (ранее она функционировала в соответствии с указом об учреждении тогдашнего губернатора Сан-Хуана Камило Рохо от 4 мая 1866 года). Библиотека  соблюдает те же принципы и цели, которые обозначил  Доминго Фаустино Сармьенто: «продвижение культуры и привычки  читать, как основной способ просвещения граждан  государства через организацию частного порядка, поставленную на службу населению».
Среди реликвий, хранящихся в библиотеке, есть письмо  Доминго Фаустино Сармьенто дону  Сегундино Наварро, где он настаивает на сохранении первоначального названия библиотеки Франклина.
В 2003 году Совет директоров провёл реконструкцию и функциональную адаптацию здания с целью улучшения условий (хранения материалов), кондиционирования читальных залов, создания новых мест, позволяющих проводить  культурные мероприятия: такие как кинопросмотры, театральные постановки.
Вклад Доминго Фаустино Сармьенто был признан Палатой депутатов Сан-Хуана, когда 30 ноября 1988 года она провела специальное заседание, посвященное Доминго Фаустино Сармьенто, в год столетней годовщины его смерти, в штаб-квартире Библиотеки.
В 2005 году Библиотека была объявлена «Парламентским интересом» Почётной палатой депутатов Аргентинской нации и «Учреждением выдающегося благотворителя в области культуры и образования провинции Сан-Хуан» Палатой депутатов провинции Сан-Хуан к 136-й годовщине.
В 2007 году она получила награду ABGRA (Ассоциация дипломированных библиотекарей Аргентинской Республики) в знак признания работы, которую она проводят для развития сообщества,  посредством доступа к информации и накопления знаний в рамках проекта «Коллективный каталог популярных библиотек Сан-Хуана».

## Деятельность
В библиотеке проводятся культурные и образовательные мероприятия, такие как выставки фотографий, театральные постановки, кинопросмотры, конференции, курсы повышения квалификации, циклы бесед и дебатов, образовательные визиты и многое другое.
В  залах библиотеки работают такие мастерские: шахматы, танго, театр, чтение, йога, французский язык, пение, хор для разных возрастов.